# Quentin Newcomer
Quentin Newcomer (Estados Unidos, 16 de julio de 1999) es un jugador profesional estadounidense de rugby que se desempeña en la posición de pilar derecho en Old Glory DC, equipo perteneciente a la liga Major League Rugby.

## Carrera
En 2019, Newcomer se unió al equipo New England Free Jacks (2019-2022), después pasó a Old Glory DC, con el cual disputa su quinta temporada en la Major League Rugby.